# Neocaridina ishigakiensis
Neocaridina ishigakiensis is een garnalensoort uit de familie van de Atyidae. De wetenschappelijke naam van de soort is voor het eerst geldig gepubliceerd in 1975 door Fujino & Shokita.